# Survivor (музичка група)
Сурвајвор (енгл. Survivor) је америчка рок група формирана 1978. године. Бенд је постигао највећи успех 1980-их са поп-рок песмама, посебно у Америци. Најпознатији су по хиту из 1982, Eye of the Tiger, саундтреку за филм Роки 3 (САД #1). Синглови као што су Burning Heart (US #2), The Search Is Over (#4 US), High on You (#8 US) и I Can't Hold Back (US #13), издати средином 1980-их, такође су били успешни.

## Дискографија

### Албуми
- Survivor (1980) #169 САД
- Premonition (1981) #82 САД
- Eye of the Tiger (1982) #2 САД
- Caught in the Game (1983) #82 САД
- Vital Signs (1984) #16 САД
- Live In Tokyo (1985)
- When Seconds Count (1986) #49 САД
- Too Hot to Sleep (1988) #187 САД
- Reach (2006)